# Trần Trọng Kim
Trần Trọng Kim (* 1883 in Hà Tinh, Annam; † 2. Dezember 1953 in Đà Lạt) war ein vietnamesischer Gelehrter, Beamter und Politiker. Er war 1945 für wenige Monate Premierminister der Regierung des „unabhängigen“ Kaiserreichs Vietnam unter japanischer Besetzung.

## Leben
Trần Trọng Kim arbeitete zunächst als Dolmetscher in Tinh Binh (Tongking) 1905 ging er als Angestellter eines Privatunternehmens nach Frankreich. Drei Jahre später erhielt er ein Stipendium der damaligen École coloniale, der späteren École nationale de la France d’Outre-Mer, das es ihm erlaubte, eine Lehrerausbildung an der Ecole normale von Melun (Département Seine-et-Marne) aufzunehmen.
Nach seiner Rückkehr nach Vietnam im September 1911 trat er in den Schuldienst von Annam ein. Er stieg langsam auf und hatte bis 1942 die Position des Inspektors für das öffentliche Volksschulwesen von Tongking erreicht. Bekannt war er jedoch weniger als Pädagoge, denn für seine gelehrten Werke zu Geschichte, Buddhismus und Konfuzianismus Vietnams. Er war ein aktives und führendes Mitglied mehrerer konfuzianischer und buddhistischer Gesellschaften.
Im Jahre 1939 wurde er zum Mitglied der Tongkinger Volksvertretung ernannt. Nach der Einverleibung Französisch-Indochinas in die Großostasiatische Wohlstandssphäre konsultierten ihn mehrere japanische Experten zu Fragen der vietnamesischen Kultur. Diese Kontakte machten ihn der weiterhin bestehenden (Vichy-)französischen Kolonialverwaltung unter General Jean Decoux verdächtig.
Als die Sûreté im Herbst 1943 ihre zweite Säuberung von pro-japanischen Vietnamesen durchführte, wurde Kim von der japanischen Militärpolizei (Kempeitai) am 28. Oktober 1943 nach Hanoi gebracht. Zusammen mit Duan Ba Trac, mit dem er an einem Lexikon zusammengearbeitet hatte, überzeugte er die Japaner davon, dass es am besten sei, sie nach Singapur zu evakuieren. Anfang November wurden beide nach Saigon gebracht, wo sie beide als „Gäste“ der Firma Dai Nan Kooshi (大南公司) einer Tarnorganisation der Kempeitai, untergebracht wurden. Am 1. Januar 1944 reisten beide auf einem japanischen Schiff nach Singapur, wo Trac im Dezember an Lungenkrebs starb. Kim wurde daraufhin nach Bangkok gesandt. Am 30. März 1945 wurde er nach Saigon zurückbeordert, vorgeblich um die Japaner zur Geschichte zu beraten. Die japanischen Besatzer hatten vorher – am 9. und 10. März – die französischen Kolonialtruppen entwaffnet und interniert.
Tatsächlich wurde er General Kawamura Saburō von der 38. Armee und Generalleutnant Hayashi Hidetzumi vorgestellt, die ihm eröffneten, dass er, zusammen mit seinem Freund Huang Xuang Han, ausgewählt worden war, in Huế mit Bảo Đại über die Bildung einer unabhängigen vietnamesischen Regierung zu beraten.

### Regierungschef
Nach seiner Ankunft am 5. April konsultierte er mehrmals den König. Am 16. erklärte er sich bereit, eine Regierung zu bilden. Am selben Tag wurde der Kommandeur der 38. Armee Tsuchihashi Yuitsu zum japanischen Generalgouverneur Vietnams ernannt. Kim erstellte eine Kabinettsliste mit 10 Namen, die er – im konfuzianischen Sinn – für talentiert und würdig (tài duức) hielt. Sie alle hatten eine moderne Ausbildung genossen, meist in Frankreich; jedoch hatte keiner der Nominierten politische Erfahrung. Mit einer Ausnahme waren alle unter 50 Jahren alt. Einer der Vorgeschlagenen, Luu Van Lang, lehnte die Ernennung ab, die anderen fanden sich bis Anfang Mai in Hue ein, um ihre Tätigkeit aufzunehmen. Stellvertretender Premier und Außenminister wurde Tran Van Chuong (* 1898).
Während der viermonatigen Amtszeit stieß dieses Kabinett eine Vielzahl von Maßnahmen an, die jedoch aufgrund der Zeitumstände zwangsläufig meist wirkungslos geblieben sind. Am nachhaltigsten waren die Namensänderung des Landes, nun offiziell Viet Nam, und die Substitution des als diskriminierend empfundenen französischen Begriffs Annamites durch die Bezeichnung Vietmien. Die gewählte Landesflagge wurde von 1954 bis 1975 in sehr ähnlicher Form erneut Symbol der Republik Vietnam. Hauptaugenmerk wurde auf „nationale Einheit“ (doan ket) der drei Landesteile gelegt. Insofern die Regierung tatsächlich Kontrolle ausübte, war sie jedoch auf den Norden – in dem zu dieser Zeit Hungersnot herrschte – und die Mitte des Landes beschränkt. Zaghafte Versuche, die Bürokratie zu reformieren, scheiterten auch an den Anfeindungen der parallelen Regierung der Vietminh. Die wirtschaftliche Situation verschlechterte sich rapide, da die Japaner 787 Mio. Yen aus dem Staatsschatz entnahmen und mit Papiergeld die Inflation anheizten. Einige Maßnahmen, die Erfolg zeigten, waren die Verringerung der Kopfsteuer (thuể thân) für Arme, die Einführung von Examina in vietnamesischer (romanisierter) Sprache und eine Überprüfung der Strafen politischer Gefangener. Durch eine Teilamnestie ab Mai kamen nicht nur etliche Vietminh, sondern auch viele Kriminelle frei, zum Beispiel Angehörige der Bình Xuyên.
Die Regierung verfügte über keinerlei militärische Machtmittel, sie war vollkommen von den japanischen Besatzungstruppen abhängig, die ihr jedoch am 29. Juni gewisse Befugnisse „übergaben“ – ohne sie je diplomatisch anerkannt zu haben. Zum 8. August wurde im Rahmen der „Wiedervereinigung Vietnams“ die Großstädte der „Regierungsgewalt“ Kims unterstellt. In den chaotischen Tagen nach der Kapitulation Japans übernahmen die Vietminh landesweit effektiv die Macht. Daraufhin löste sich Kims Regierung, die schon seit Anfang des Monats von Rücktritten geplagt war, auf, als Bảo Đại am 25. August 1945 abdankte.
Kim widmete sich daraufhin wieder seinen Studien.

## Werke und Literatur
Kim veröffentlichte mehrere Bücher, in romanisierter vietnamesischer Sprache (Quốc ngữ), zum Buddhismus, Konfuzianismus und vietnamesischer Geschichte, die seine Erudition bekannt machten. Seine Memoiren Mot Gon Gio Bui erschienen postum 1969.
- Shiraishi Masaya; The background to the Formation of the Tran Trong Kim Cabinet in April 1945; in: Indochina in the 1940s and 1950s; New York 1992, ISBN 0-87727-401-0; S. 87–112
- Tran Trong Kim: Viet Nam Su Luoc (eine Geschichte Vietnams; Orig. 1919)
- Tran Trong Kim: La Doctrine des Nho: Confucius et ses disciples. Hà nội 1924 (Impr. Thực nghiệp)
- Vu Ngu Chieu; The other Side of the 1945 Vietnamese Revolution. The Empire of Viet-Nam March-August 1945; in: Journal of Asian Studies Vol. 45 (1986), S. 298–328